# Xavier Nieto Prieto
Xavier Nieto Prieto   (Madrid, 1948) és un arqueòleg especialitzat en l'estudi de les restes de naufragis. És autor de la Primera Carta Arqueològica Subaquàtica de Catalunya.
Llicenciat en Prehistòria i Història Antiga a la UAB el 1973, on va obtenir un doctorat el 1991. Va fer la seva primera excavació subaquàtica el 1981. Va dirigir el Centre d'Arqueologia Subaquàtica de Catalunya de Girona del 1981 al 2010, i el Museu Nacional d'Arqueologia Subaquàtica de Cartagena fins al 2013. Ha estat professor de la UB del 1998 al 2010 i el 2015 va començar a dirigir el màster en Arqueologia Nàutica i Subaquàtica de la Universitat de Cadis.
El 2016 havia participat en més de 30 excavacions arqueològiques subaquàtiques en diversos països mediterranis i a Haití i era autor d'un centenar de publicacions. Ha participat en diversos congressos i conferències. Pertany a la comissió de la UNESCO per la Protecció del Patrimoni Cultural Subaquàtic i ha participat de diversos comitès internacionals amb el mateix objectiu. El 2023, va rebre el reconeixement del Govern de Catalunya amb la Creu de Sant Jordi.